# Cephalotes setulifer
Cephalotes setulifer é uma espécie de inseto do gênero Cephalotes, pertencente à família Formicidae.